# Llanrug
Llanrug est un village et une communauté du Gwynedd, au pays de Galles.

## Géographie
Llanrug est situé dans le nord du Gwynedd, à 6 km à l'ouest du centre-ville de Caernarfon. La Seiont (en) coule au nord du village.
La communauté de Llanrug comprend aussi les villages de Cwm-y-glo (en), Ceunant (cy) et Pont-rug (cy).

## Démographie
Au recensement de 2011, la communauté de Llanrug comptait 2 911 habitants.